# 第8方面軍 (日本軍)
第8方面軍（だいはちほうめんぐん）は、大日本帝国陸軍の方面軍の一つ。

## 沿革
ソロモン・ニューギニア作戦の指揮に当たることを目的として1942年（昭和17年）11月16日に編成された。ニューブリテン島ラバウルに司令部を置いた。本土とラバウルの補給が途絶した後は自活方針を採り、終戦まで司令部は健在であった。

## 概要
- 通称号：剛
- 編制時期：1942年（昭和17年）11月16日
- 最終位置：ニューブリテン島ラバウル
- 上級部隊：大本営

## 方面軍人事

### 司令官
- 今村均中将 1942年（昭和17年）11月9日 - 終戦

### 参謀長
- 加藤鑰平中将 1942年（昭和17年）11月9日 - 終戦

### 参謀副長
- 佐藤傑大佐 1942年（昭和17年）11月9日 - 1943年（昭和18年）8月2日
- 有末次少将  1943年（昭和18年）8月2日 - 1943年（昭和18年）9月11日
- 公平匡武少将  1943年（昭和18年）9月11日 - 1944年（昭和19年）6月19日

### 終戦時
- 司令官：今村均大将
- 参謀長：加藤鑰平中将
- 高級参謀：広瀬四郎少将
- 高級参謀：高橋鶴夫大佐
- 高級副官：松久徳太郎大佐
- 兵器部長：舟山貞治少将
- 経理部長：広田明主計少将
- 軍医部長：上原慶軍医中将
- 獣医部長：湯川忠一獣医大佐
- 法務部長：矢島昌良法務少将
- 特殊情報部長代理：成松長正少佐

## 隷下部隊
- 第8方面軍通信隊 
  - 司令官：谷田勇中将[1]
  - 高級部員：加藤勇三大佐[1]
- 第8方面軍飛行隊：島田計少佐[1]
- 第9砲兵司令部：河合長明少将[2]
- 第17師団：酒井康中将[3]
- 第38師団：影佐禎昭中将[3]
- 第65旅団：松田厳少将[4]
- 独立混成第39旅団：坂本末雄中将[4]
- 独立混成第40旅団：伊東武夫中将[4]
- 第17軍（ソロモン方面担当）
- 第18軍（ニューギニア方面担当）→のち南方軍の隷下に入る

## 状況
内地からの補給品格納のため100km超の地下トンネルを掘った。
豪軍による武装解除後も、第17軍と第18軍に糧食や被服、需品などを合計1000tずつ豪軍の輸送船で送ることができた。
昭和20年12月31日時点の状況
- 総兵力　　9万2784名
- 作付面積は　1万9568反

経理部部員だった主計大尉が持ち帰った資料を手に語った、昭和21年1月20日時点の状況
- 精米1845t、陸稲（現地栽培）24t、乾パン1432t、馬600頭
- 正規患者2万8千名、うち入院患者3800名と在隊患者は2万4200名。
- 現地自活人員1万4千名、豪軍使役作業など2万3千名、集団勤務2万8千名[5]